# Technológia

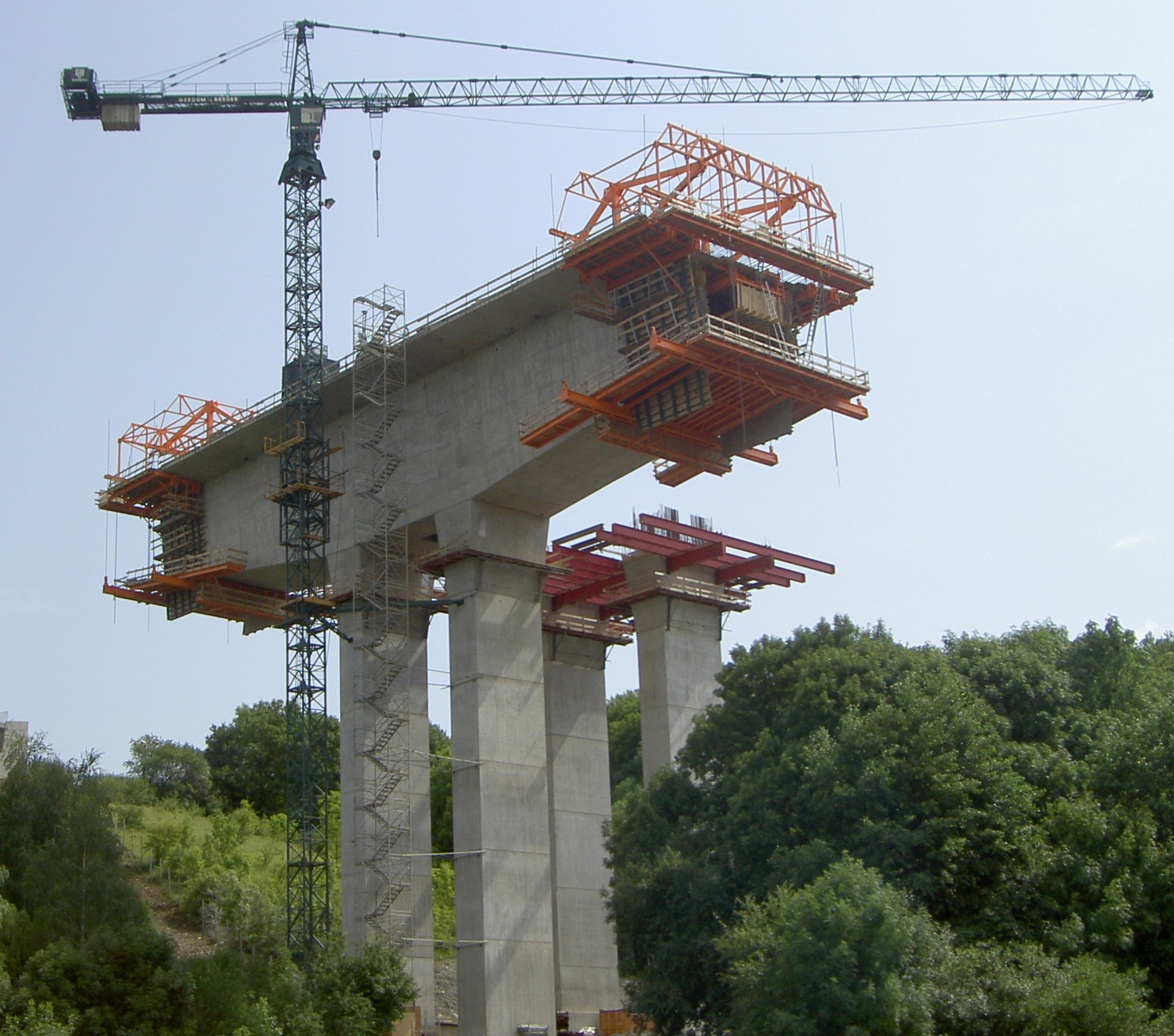
Völgyhíd építése

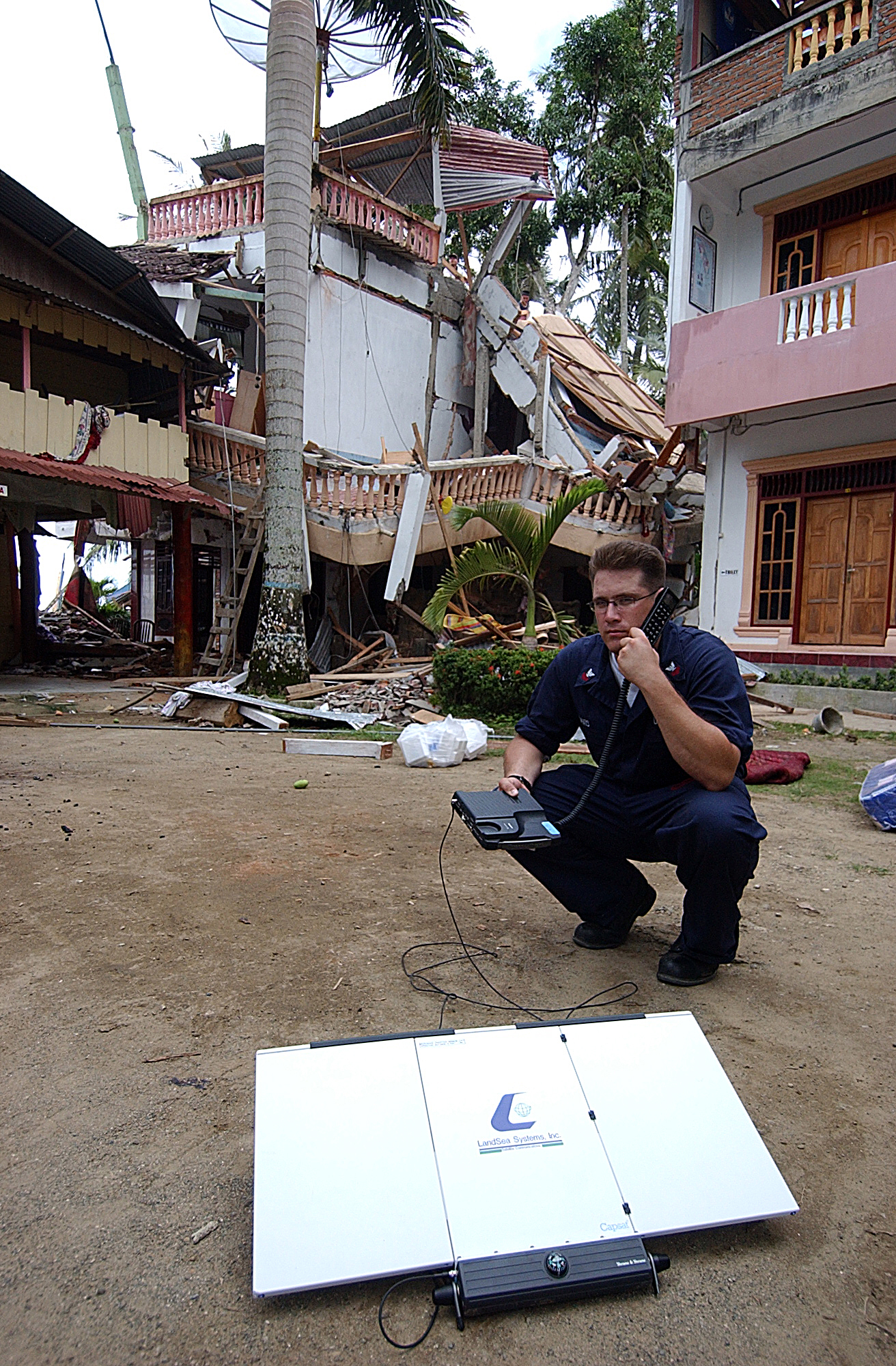
Műholdas telefon használat közben

A technológia (Görög: τεχνολογια < τεχνη "mesterség" + λογος "tan" + toldalék ια) az ember által készített olyan célszerű, az egyéni (emberi) képességeit megnövelő eszközökről (például gépek, anyagok és eljárások) valamint azok alkalmazásáról, szóló ismeretek összefoglaló neve, amelyek segítségével az emberiség egyre többet tud megismerni, megváltoztatni, megőrizni stb. az őt körülvevő világból. Magukat a technológiai eszközöket, amelyek az embernek az élet különböző területein jelentkező problémáinak megoldását segítik, egyszerű szinten szerszámnak, fejlettebb szinten technikának nevezzük. A technika a mérnöki tudomány eredményeire támaszkodó, azt megtestesítő ismeret vagy szaktudás, a nyelvhasználat következetlenségei folytán viszont az egyes szakterületek elnevezése is sokszor technika és nem technológia (például haditechnika, filmtechnika, hangtechnika, űrtechnika, fogtechnika stb.).
Technikája annak van, akinek vagy aminek a megoldásai elég bonyolultak, pontosak vagy "műszakiak", egyéniek és/vagy eszközigényesek ahhoz, hogy elválasszuk attól a személytől vagy eszköztől, amely azt működteti vagy használja. (Ha nem választjuk el az emberi testtől, akkor a neve testtechnika, amelynek legfőbb "művészi" produkciója a performance. L. 
A műszaki jelleget a mérés, a méretadatok használata adja meg, szemben az ezt nélkülöző "művészi", vagyis kötetlen, méretlen megoldásokkal. A mérés szorosan összefügg a tevékenységgel, ahogy a mérnök szó is mutatja, míg az angolban a gép (engine) gyártásának megoldása volt az ismeretkör integráló azonosítója, innen az engineering, gépészet, illetve minden "műszaki, mérésen alapuló technológiai beavatkozás, többnyire szabványos, szabványosított, azaz megismételhető, mással összekapcsolható és utánozható produkció.
A technológiának, mint ismeret- vagy tudásbázisnak legfontosabb része a know-how, azaz pusztán azoknak az ismereteknek a leírása, amelyek rendszerint valamilyen műszaki probléma új, vagy újszerű megoldását adják, ezért jelentős anyagi értéket képviselnek és áruként adhatók-vehetők. A know-how tehát egy üzlet, pénzszerző tevékenység kritikus kincse, szellemi, nem megfogható (intangibilis) vagyon, vagyoni értékű jog, amelynek védelméhez komoly érdeke fűződik a jogtulajdonosnak. Innen a technológiai ismeretek, információk bizalmas, védett jellege, szemben az általános, már közismertnek vagy általánosnak (generic) számító, egyéb műszaki tudományokkal (például mechanika, hőgéptan stb.).

## Az anyagtechnológiák általános leírása
A technológia fogalma a hétköznapi életben rokon a gyártással, az elkészítéssel. Jól illusztrálja a helyzetet az, hogy ha valakinek ízlik egy sütemény, elkéri a receptjét. A recept a tennivalók sorrendjét és a szükséges anyagokat is tartalmazza. A technológia tehát az elkészítés sorrendje.
Összetettebb folyamatban is a lépések, a műveletek sorrendje jól átláthatóvá teszi a technológia leírását. Minden technológiához szükségesek: (1) átalakítandó anyag, (2) átalakító eszközök és (3) az átalakítás energiája és információ-szükséglete. A hagyományos anyagtechnológiáknál (kenyérsütés, ruhavarrás) az ember kapcsolta össze az eszközöket egymás utáni használatával, és az ember volt az energiaforrás és információforrás is. Ezért egy egyszerű technológia leírásban a főszereplő az anyag, az eszközök és a művelet típusa (például őrlés).
A technológia ilyen leírásánál a fizikából származó alapelvet egyik használhatjuk föl: a kényszerpályán történő mozgás leírásának elvét. Ebben a megfogalmazásban a technológiai folyamat főszereplője: az anyag. Ipari üzemben végzett műveletek sorára is fönnáll ennek a modellnek a használhatósága: az anyag egy kényszerpályán halad végig. Ezt a kényszerpályát az anyag átalakítására szolgáló gépek jelentik (régebben ez eszközök sorozata volt). A gépek egyúttal a műveletek sorrendjére is fölbontják a gyártási folyamatot.
Az egyes gépeken elszenvedett állapotváltozások sorozata (a műveletek sora) szintén jellemzi a technológiai folyamatot. Mindhárom folyamat-jellemző: a műveletek, az anyagi állapotok és a gépek sorozata külön-külön is képet ad a gyártási folyamatról, de párhuzamosan történő együttes szerepeltetésük teszi lehetővé azt, hogy minőségi és mennyiségi leírást adjunk a technológiákról.

## Technológiai ágazatok
- Acélgyártás
- Agrárkultúra
- Automatizálás
- Ballisztika
- Bányászat
- Biotechnológia
- Bazaltgyapot-gyártás
- Cukorgyártás
- Elektronika
- Fényképészet
- Filmtechnika
- Földművelés
- Fémdetektálás
- Fémtechnológia
- Gépgyártás technológia
- Gumigyártás
- Hangtechnika
- Informatika
- Katonai tudomány
- Kémiai technológia[5]
- Kőolajtechnológia[6]
- Konyhatechnika[7]
- Könnyűfém-kohászat
- Kohászat
- Méztermelés
- Műszaki egyetemek
- Menedzsment
- Nanotechnológia
- Nukleáris technológia
- Nyomdatechnika
- Porcelángyártás
- Pajzs technológia
- Rádiótechnika
- Számítástechnika
- Téglagyártás
- Technikatörténet
- Telekommunikáció
- Termelés
- Üveggyártás
- Video- és mozitechnológia